# Odontocera triplaris
Odontocera triplaris är en skalbaggsart som beskrevs av Fisher 1930. Odontocera triplaris ingår i släktet Odontocera och familjen långhorningar.
Artens utbredningsområde är Panama. Inga underarter finns listade i Catalogue of Life.